# Rödal
Rödal (Alnus rubra) är en björkväxtart som beskrevs av August Gustav Heinrich von Bongard. Enligt Catalogue of Life och Dyntaxa ingår rödal i släktet alar och familjen björkväxter. Det är osäkert om arten förekommer i Sverige. Inga underarter finns listade.
Rödalen är med en höjd av upp till 30 meter en av de största alarna. Bladens kanter är lite böjda mot undersidan. Unga kvistar har en rödbrun färg och en klibbig yta.
Arten förekommer främst längs en del av Stilla havets kust i Nordamerika – i Kanada (provinsen British Columbia) och USA (delstaterna Alaska, Washington, Oregon och Kalifornien). Den växer i låglandet och i kulliga områden upp till 300 meter över havet. Mindre, avskilda populationer finns i delstaten Idaho öster om Klippiga bergen. Trädet hittas vanligen längs vattendrag. Efter att landskapet kultiverades av människor förekommer det även vid diken och insjöar samt i andra områden. Rödal kan bilda mindre grupper där inga andra träd är inblandade, men oftast hittas det tillsammans med andra träd som douglasgran, jättetuja, hemlock, kustgran och sitkagran.
Amerikas ursprungsbefolkning använder den röda färgen som finns i barken för färgsättning av korgar och andra föremål. Träet brukas för möbel och för att röka fisk.

## Bildgalleri

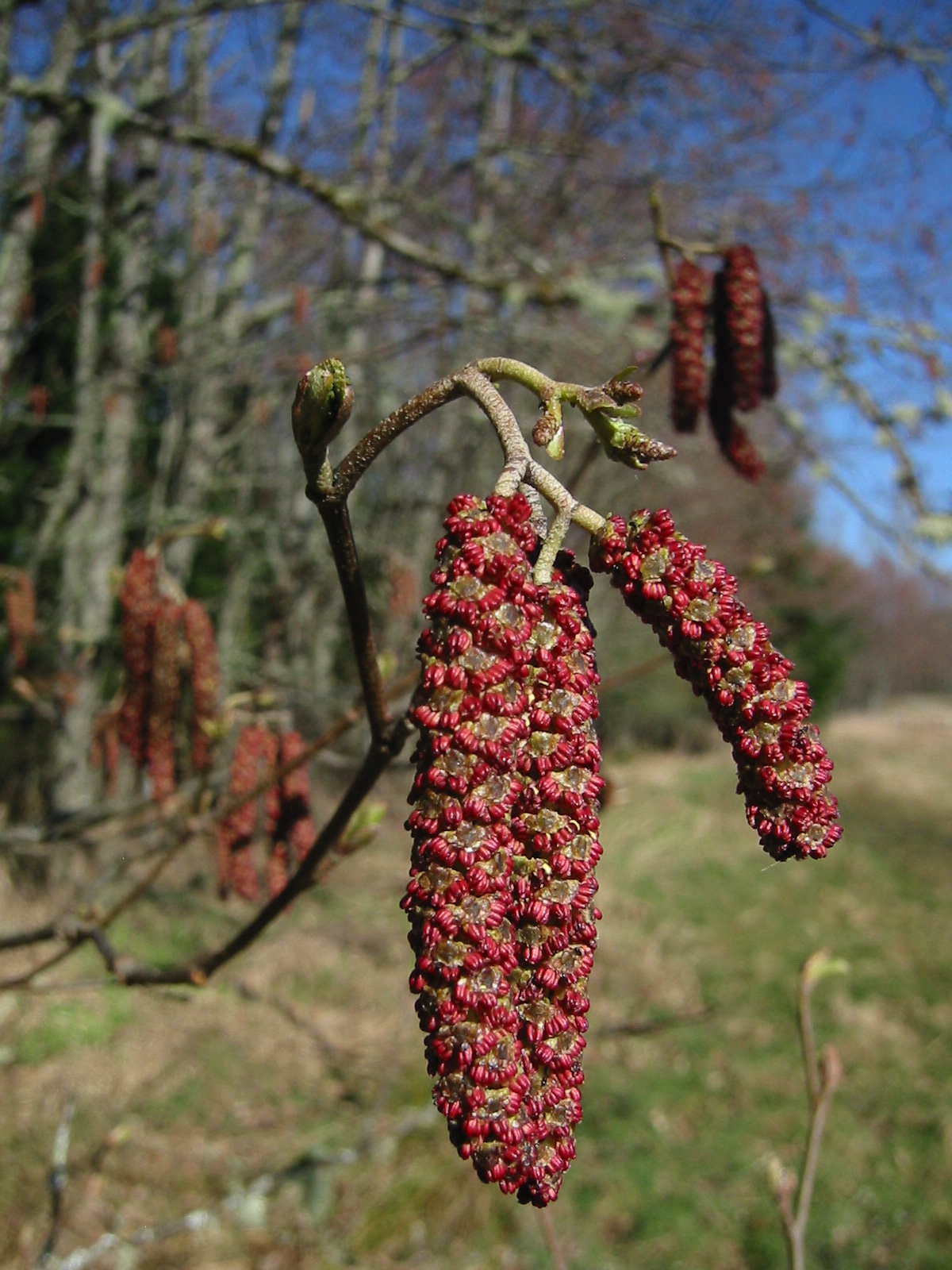
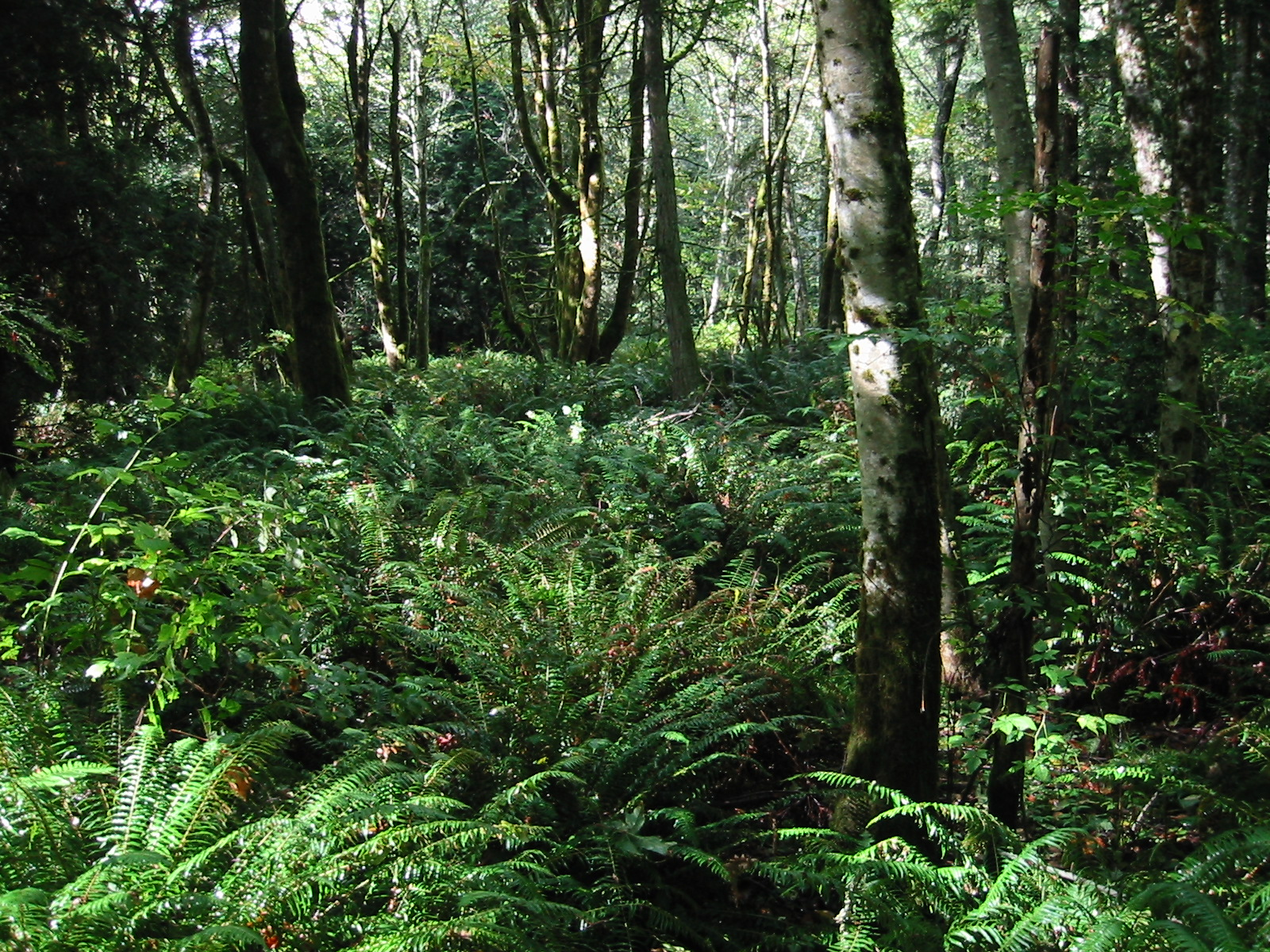
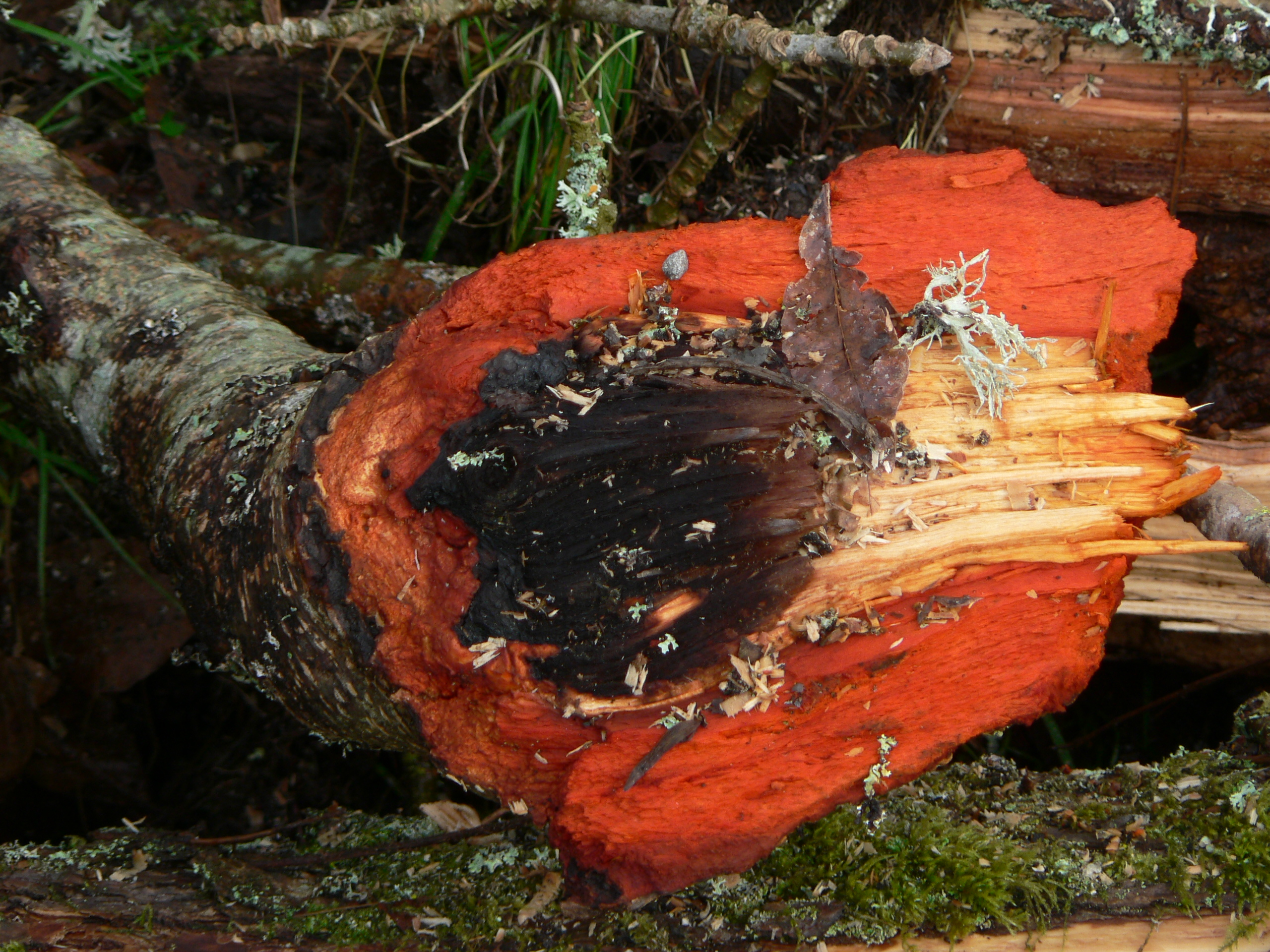
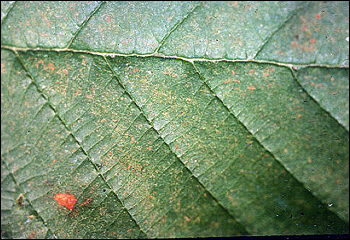